# Епсилон (ракета)
Епсилон — японська триступенева твердопаливна ракета-носій легкого класу, також відома як ASR (від англ. Advanced Solid Rocket — просунута твердопаливна ракета), розроблена і сконструйована Японським аерокосмічним агентством (JAXA) для запуску легких наукових космічних апаратів на низькі навколоземні орбіти.

## Конструкція
Програма з розробки ракети-носія Епсилон коштувала близько 200 млн доларів. На першому ступені ракета-носій використовує двигун SRM-A3, що раніше використовувався на ракеті-носії H-IIA. На другому ступені використовується двигун M-34c, на третьому — KM-V2b, взяті з проектів H-II і J-1. Загальна маса ракети-носія Епсилон не більше, ніж 91 т, при довжині 24,4 м.
Ракета оснащена приладами з функцією штучного інтелекту, за рахунок цього перевірка і контроль готовності ракети до запуску відбуваються автоматично і майже не вимагають участі людини. Для забезпечення пуску ракети-носія Епсилон потрібно всього 8 осіб. Варто також зауважити, що для запуску попередніх ракет було необхідно близько 150 осіб персоналу.

## Модифікації
На базі ракети-носія Епсилон створені наступні модифікації:
- Епсилон CLPS — чотириступінчастий варіант базової ракети-носія з четвертим ступенем CLPS;
- Епсилон-1 — майбутня триступенева модифікація базового носія з новими руховими установками на всіх щаблях;
- Епсилон-1 CLPS — майбутня чотирьохступенева модифікація ракети-носія Епсилон-1 з четвертим ступенем CLPS.

В бюджеті Японії на 2014 фінансовий рік на роботи з удосконалення ракети вже виділено приблизно $17,5 млн. За рахунок збільшення вантажопідйомності ракети в Токіо розраховують поліпшити її конкурентоспроможність на світовому ринку комерційних космічних запусків.

## Стартові майданчики
Всі пуски ракети-носія Епсилон здійснюються зі стартового майданчика LP-Mu космічного центру Утіноура, що розташований на узбережжі Тихого океану поблизу японського міста Кімоцукі (колишній Утіноура), в префектурі Кагосіма.

## Історія пусків
Перший запуск ракети-носія «Епсилон-1» (з апаратом SPRINT-A) був запланований на 27 серпня 2013 в 4:45 UTC з космодрому Утіноура, однак відлік часу був зупинений в автоматичному режимі за 19 секунд до старту через те, що прилади знайшли відхилення в положенні ракети.
На прес-конференції 30 серпня 2013 міністр освіти і науки Японії Хакубун Симомура заявив, що причиною скасування пуску стало порушення синхронізації на 0,07 секунди в роботі наземного комп'ютера та оптичного устаткування ракети-носія, що було діагностовано як неправильне положення ракети.
Запуск був перенесений і відбувся 14 вересня 2013 року в 5:00 UTC (14:00 за місцевим японським часом), відділення апарата SPRINT-A успішно відбулося через 61 хвилину 39 секунд після старту.
Серед вантажів, які ракета доставила у космос, найбільший у світі орбітальний телескоп, завдяки якому наукові дослідники зможуть отримати більше інформації про інші планети Сонячної системи, зокрема, Венеру, Марс та Юпітер.
Ракета досягла заданої точки орбіти на висоті приблизно 1000 кілометрів від земної поверхні.
Станом на 2016 відомо про два майбутні пуски: космічний апарат ASNARO-2 в 2017 і SPRINT-B в 2016.